# Казенуове е Парадизино (Бреша)
Казенуове е Парадизино је насеље у Италији у округу Бреша, региону Ломбардија.
Према процени из 2011. у насељу је живело 40 становника. Насеље се налази на надморској висини од 103 м.